# Lingue sudarabiche moderne
Le lingue sudarabiche moderne sono lingue semitiche meridionali parlate nella penisola araba.

## Distribuzione geografica
Secondo Ethnologue, le lingue sudarabiche sono parlate complessivamente da 204.700 persone. Sono diffuse principalmente nello Yemen, dove contano 107.000 locutori, e nell'Oman, dove i parlanti sono 76.700. La lingua mehri è parlata anche in Kuwait da 14.000 persone, mentre la lingua soqotri ha 7.000 locutori negli Emirati Arabi Uniti.
La lingua mehri è l'idioma sudarabico più parlato, con 114.800 locutori; seguono la lingua soqotri con 64.000 e la lingua shehri con 25.000. Le altre lingue sudarabiche contano ognuna qualche centinaio di locutori.

## Classificazione
Insieme alle lingue semitiche moderne dell'Etiopia formano il ramo semitico meridionale.
Nella propria classificazione basata sulla glottocronologia, A. Militarev presenta le lingue sudarabiche moderne come un ramo semitico meridionale contrariamente ad un ramo semitico settentrionale, che include tutte le altre lingue semitiche.
Secondo Ethnologue, la classificazione delle lingue sudarabiche è la seguente:
- Lingue afroasiatiche
  - Lingue semitiche
    - Lingue semitiche meridionali
      - Lingua bathari (codice ISO 639-3 bhm)
      - Lingua harsusi (hss)
      - Lingua hobyót (hoh)
      - Lingua mehri (gdq)
      - Lingua shehri (shv)
      - Lingua soqotri (sqt)